# Sławomir Sęk
Sławomir Marcin Sęk – polski chemik, dr hab. nauk chemicznych, profesor Wydziału Chemii Uniwersytetu Warszawskiego.

## Życiorys
Studiował na Wydziale Chemii Uniwersytetu Warszawskiego, 8 stycznia 2003 otrzymał doktorat za pracę pt. Kinetyka dalekozasięgowego przeniesienia elektronu w układach monowarstwowych z wiązaniami wodorowymi, 2 lutego 2011 habilitował się na podstawie pracy zatytułowanej Skaningowa mikroskopia tunelowa w badaniach układów molekularnych zaadsorbowanych na powierzchni metalu. 11 maja 2020 uzyskał tytuł profesora nauk ścisłych i przyrodniczych.
Jest profesorem na Wydziale Chemii Uniwersytetu Warszawskiego oraz członkiem  Rady Dyscypliny Naukowej – Nauk Chemicznych Uniwersytetu Warszawskiego. W kadencji 2020–2024 był prodziekanem ds. ogólnych i finansowych Wydziału Chemii UW. Od 2024 pełni funkcję dziekana tego Wydziału.